# Iwan Rybczyn
Iwan Rybczyn, ukr. Іван Рибчин, pol. Jan Rybczyn (ur. 5 września 1892 w Bratyszewie, zm. 17 stycznia 1970 w Sydney) – ukraiński nauczyciel, pedagog, prezes Towarzystwa Naukowego imienia Szewczenki w Australii.

## Życiorys
Urodził się 5 września 1892 we wsi Bratyszów. Uczył się w C. K. Gimnazjum w Stanisławowie z ruskim językiem wykładowym, gdzie zdał maturę w 1913. Podjął studia na Uniwersytecie w Czerniowcach. Podczas I wojny światowej służył w szeregach Legionu Ukraińskich Strzelców Siczowych. Następnie dokończył studia na Uniwersytecie Wiedeńskim, zostając absolwentem w 1917. Uzyskał stopień doktora filozofii.
Po studiach podjął pracę w macierzystym gimnazjum w Stanisławowie. Od początku 1919 służył w Ukraińskiej Armii Halickiej. Pod koniec 1921 w Wiedniu uzyskał stopień doktora filozofii. W II Rzeczypospolitej pracował Państwowym Gimnazjum z ruskim językiem wykładowym w Stanisławowie, gdzie uczył języka greckiego i propedeutyki filozofii. Równolegle w tym czasie w tym mieście uczył języka łacińskiego w prywatnym Gimnazjum Koedukacyjnym, prowadzonym przez Prezbiterium Gminy Ewangelickiej, oraz języka niemieciego w Seminarium Nauczycielskim Żeńskim, prowadzonym rzez Konwent Sióstr Bazylianek. W 1924 został przeniesiony do II Państwowego Gimnazjum w Stanisławowie. Do lat 30. uczył tam łaciny, grecki, propedeutyki filozofii, był zawiadowcą zbiorów do kultury klasycznej, opiekunem kołka miłośników kultury klasycznej i gminy szkolnej. W Stanisławowie był prezesem Związku Nauczycieli Ukraińców i Towarzystwa Nauczycieli „Hromada”.
Po wybuchu II wojny światowej, agresji ZSRR na Polskę i nastaniu okupacji sowieckiej był zatrudniony w Inspektoracie Oświaty Publicznej, potem był dyrektorem ukraińskiego liceum nr 11, pod koniec 1940 był dyrektorem polskiego gimnazjum nr 8. Po ataku Niemiec na ZSRR, wkroczeniu Niemców do Stanisławowa (7 sierpnia 1941) i nastaniu okupacji niemieckiej Iwan Rybczyn oraz inny ukraiński nauczyciel gimnazjalny Nykyfor Danysz przekazali do gestapo sporządzoną listę polskich nauczycieli i nauczycielek, którzy od wybuchu wojny w trakcie okupacji sowieckiej pracowali w szkołach stanisławowskich z językiem polskim wykładowym. Wskutek tego ustanowiona w Stanisławowie ukraińska policja pomocnicza (Ukrainische Hilfspolizei) dokonała aresztowania 250 osób, których najpierw uwięziono, a w nocy 14/15 sierpnia 1941 zamordowano w Czarnym Lesie pod Pawełczem. Od 1941 był inspektorem szkolnym w Stanisławowie do lipca 1944 tj. do czasu nadejścia frontu wschodniego.
U kresu wojny wyjechał do Austrii. Tam habilitował się i został profesorem nadzwyczajnym historii i socjologii Słowian wschodnich na Uniwersytecie w Grazu. Pod koniec 1950 wyjechał do Australii i zamieszkał z rodziną w Brookvale pod Sydney. Pracował tam m.in. jako nauczyciel. Zmarł 17 stycznia 1970 w Sydney.

## Publikacje
- Heopsychiczni reakciji ta jich wpływ na formuwannia wdaczi ukrajincia (1966)[2]
- Dynamika ukrajinśkoho kozactwa (1970)[16]